# تسويق جاذب
التسويق الجاذب (Attraction Marketing) هو استخدام تقنيات التسويق وخاصة المخصصة منها لإرشاد العميل إلى ما تقوم به ومدى الخدمة التي قد تقدمها له قبل شراء أي منتج. ويشترك التسويق المعكوس مع التسويق الجاذب في المفهوم.
عرفت رابطة التسويق الأمريكية (American Marketing Association) التسويق بأنه نشاط أو مجموعة مؤسسات وعمليات تهدف إلى عمل عروض قيمة للمستهلكين والعملاء والشركاء والمجتمع ككل وتوصيلها وتسليمها وبيعها لهم.
وتطور المصطلح من معناه الأصلي الذي يعني حرفيًا مجرد الذهاب إلى السوق ليصبح بمعنى شراء وبيع البضائع أو الخدمات.
يعرف المعهد المعتمد للتسويق عملية التسويق بأنها «عملية إدارية مسؤولة عن تحديد وتوقع وتلبية متطلبات العملاء مع تحقيق الربحية.»

## كيفية العمل
تعتمد هذه الطريقة على توفير محتوى قيم لعملاء المستقبل لتعريفهم بقدر الفائدة التي يحققها المنتج لهم قبل الإقدام على الشراء وبذلك يكونون عملاءً مؤهلين قبل اتخاذ أي خطوة للأمام.

## استخدامه
يستخدم أغلب المسوقين من مختلف المستويات هذا المفهوم، لإنماء عملهم ومساعدة شركائهم في ذلك. وهذا ليس مفهومًا جديدًا ولكنه طريقة تفكير جديدة في مجال الإعلان والتسويق. ظل المعلنون والمسوقون لسنوات عديدة يحتكرون هذه الطريقة لأن غيرهم لم يكن يملك الأموال اللازمة لتطبيق هذا المفهوم في الإعلانات التجارية وإعلانات الصحف. أما الآن وبعد ظهور الإنترنت أصبح بمقدور أي واحد تطبيق نفس الأمر وجذب السوق المتخصصة من العملاء باستخدام عدد من الأدوات الفريدة والمجانية عبر الإنترنت.
ومن بين الشركات التي تستخدم هذه الطريقة: أمواي (Amway) وبوزوي (Buzzwe) ويس يو كان دوت بيز (YesUCan.biz) ويوار فرنشايز (URFranchise).
ومن الأهمية بمكان شرح بعض النقاط المتعلقة بمفهوم التسويق الجاذب إذ إنه مستخدم في صناعة البيع المباشر. صحيح أن نفس مبادئ التسويق والإعلان والتميز السلعي المستخدمة هي في الأصل مستخدمة في الشركات الكبرى، غير أن العملية التي يطبقها مسوقي الشبكة هي طريقة متميزة من الاستفادة بهذه المبادئ. وينبغي التنبيه على أن شركات التسويق الشبكي نفسها لا تشارك في التسويق الجاذب. ولكن الموزعين المستقلين هم من ينشغلون بالتسويق الجاذب لكي يبنوا علامة تجارية خاصة بهم بعيدًا عن العلامة التجارية الخاصة بالشركة. وهناك صيغة خاصة صاغها مايك ديلارد (Mike Dillard) يتبعها أغلب المسوقين الجاذبين. وهذه الصيغة تتضمن الإعلان أو التسويق لمحتوى بهدف إيجاد حركة تجارية توصل فكرة ما. والهدف هو جعل الناس يشتركون في قائمة بريد إلكتروني تعرض معلومات تساعدهم في بناء أعمالهم. وتسهم هذه العملية في بناء الثقة وإرساء القيم مع العملاء المدرجين في قائمة البريد الإلكتروني. ثم أنه قد يتسنى لهم توزيع عروض منتجاتهم على هؤلاء العملاء، وهذا يمثل مصدرًا من مصادر الدخل. والهدف الآخر أو ربما الهدف الأسمى هو تقديم فرصة العمل بعد إثبات نفسه أو نفسها كشخص ذي قيمة، مما يزيد من احتمال التحاق الناس بالفريق.
التسويق بالمقالات هو أحد أهم أشكال التسويق الجاذب، وعلى المسوقين الذين يفكرون في ولوج عالم التسويق الجاذب أن يراعوا بعض الأمور المهمة.
اكتشاف المعلومات التي يحتاج الناس إلى معرفتها
- إعطائهم تلك المعلومات بجودة عالية
- استثمار الخبرة التي تمتلكها في تدريبهم
- بناء العلاقات التي تحتاجها عن طريق نظام تبادل المعلومات

## الأساس المنطقي
هل تفضل السعي لكسب العملاء واحدًا تلو الآخر أو أن يكون لديك خمسة أو عشرة عملاء دون الاحتكاك بهم؟  هذه هي العقلية التي تحكم المسوقين بنظام التسويق الجاذب. فهذا النوع يحرص على استجلاب العميل بعد تزويده بالمعلومات القيمة حول المنتج أو الخدمة التي يقدمها. وكل فرد لديه طريقة خاصة به في جني ثمار هذه الطريقة يختارها من بين الطرق المختلفة.